# Amentum
Amentum var en slags kastrem för kastspjut som användes av soldater i antikens Grekland och Rom.
Remmen som var av läder fästes med ena ändan vid spjutet nära dess tyngdpunkt, medan den andra avslutades med en ögla. I samband med kast snoddes remmen runt spjutet och kasthandens pek- och långfingrar placerades i öglan. Då vapnet kastades rullades remmen upp och fick spjutet att rotera och gav det en jämnare bana. Tekniken med kastrem har i senare tid använts även inom spjutkastningen som sportgren i Storbritannien.